# Jeannette Moenne-Loccoz
Jeannette Moenne-Loccoz Soto (17 de febrero de 1975) es una psicóloga, modelo, productora de eventos y actriz chilena.

## Vida profesional
En 1993 firmó contrato como modelo de revista Paula y para entonces ya tenía experiencia trabajando en eventos, spots de televisión y promociones para productos como vinos y otros.
Debe su reconocimiento y popularidad en buena medida al estelar Morandé con compañía, donde empezó como bailarina y modelo, para luego ascender a co-presentadora. A su participación en el estelar, en 2002 sumó la conducción del programa de animales La ley de la selva y como actriz en la serie infantil BKN.
En 2005 emigró a Canal 13. Debutó en la conducción de La movida del festival y durante el resto del año continuó como conductora de Tarde libre junto al chef Carlo Von Mühlenbrock. El programa que se emitía de lunes a viernes en las tardes logró buena sintonía, por lo que el canal decidió traspasar a la dupla a la conducción del matinal Viva la mañana en 2006, junto a Soledad Onetto, pero no logró el éxito esperado.
En 2010 vuelve a la televisión en UCV con Se busca, programa sobre personas desaparecidas, y en Canal 13 en el renovado Acoso textual. Al mismo tiempo, debutó en teatro con Descaradas que se mantuvo 12 meses por el éxito.
Su última incursión televisiva fue en 2012 cuando regresó a Morandé con compañía, que experimentó en el formato de conversación los lunes y que al no dar resultado, derivó en el formato exclusivamente de humor.

## Carrera

### Programas de televisión
| Año       | Programa                       | Rol                   | Canal          |
| --------- | ------------------------------ | --------------------- | -------------- |
| 2001-2004 | Morandé con compañía           | Modelo                | Mega           |
| 2002-2004 | La ley de la selva             | Conductora            | Mega           |
| 2005      | La movida del festival         | Conductora            | Canal 13       |
| 2005-2006 | Tarde libre                    | Conductora            | Canal 13       |
| 2005-2006 | Brigada animal                 | Conductora            | Canal 13       |
| 2006-2007 | Viva la mañana                 | Conductora            | Canal 13       |
| 2007      | Locos por el baile             | Participante          | Canal 13       |
| 2008      | Así somos                      | Panelista             | La Red         |
| 2010      | Se busca, historias verdaderas | Conductora            | UCV Televisión |
| 2010      | Acoso textual                  | Panelista "acosadora" | Canal 13       |
| 2012      | Morandé con compañía           | Copresentadora        | Mega           |
| 2015      | Código Rosa                    | Actriz, Episodio 2    | Mega           |

### Telenovelas
| Teleseries | Teleseries         | Teleseries               | Teleseries  |
| Año        | Teleserie          | Rol                      | Canal       |
| ---------- | ------------------ | ------------------------ | ----------- |
| 2004       | BKN                | Ana María, mamá de Cata  | Mega        |
| 2009       | Nadie me entiende  | Ximena Larraechea        | Canal 13    |
| 2010       | Amor virtual       | Amalia Mamá de Mateo     | Chilevisión |
| 2010       | Don Diablo         | Elizabeth Bonilla        | Chilevisión |
| 2011       | Vampiras           | Teresita "Teté" Barsetti | Chilevisión |
| 2024       | Como la vida misma | Trinidad Echenique       | Mega        |

### Teatro
- Descaradas (Montecarmelo, 2010)

### Cine
- 00 Cuánto (2011)